# Szamoszi Arisztarkhosz
Számoszi Arisztarkhosz (Számosz, i. e. 310 körül – Alexandria, i. e. 230 körül) Hellászban, majd Egyiptomban alkotó filozófus, matematikus és csillagász, a heliocentrikus világkép első megfogalmazója.

## Matematikai munkássága
Alexandriában Lampszakoszi Sztratón természetfilozófus tanítványa volt. Elsőként vizsgálta, hogy milyen összefüggés van a kör középponti szögei és az azokhoz tartozó húrok hossza között, így lényegében eljutott a mai értelemben vett szinuszfüggvény fogalmához. Ezért a munkásságáért a trigonometria előfutárának tekintik.

## A heliocentrikus világkép hirdetője
Ő volt az első olyan tudós, aki 1800 évvel Kopernikusz előtt azt tanította, hogy a Föld a Nap körül kering és saját tengelye körül forog – maga a Nap pedig nem istenség, hanem csak egy izzó kőgolyó. E tan előfutára a csaknem száz évvel korábban élt pontoszi Hérakleidész volt. 
Felvetését évszázadokig hanyagolták, Alexandriai Hüpatia foglalkozott újból Arisztarkhosz elképzelésével az i. sz. 3-4. század fordulóján.

## A Nap és a Hold relatív távolságának meghatározása

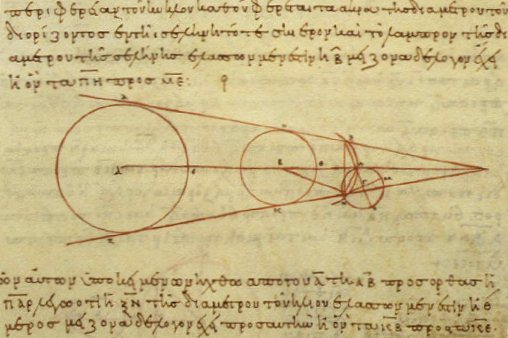
10. századi arab reprodukció

A háromszögelés módszerével ő számolta ki először a Nap és a Hold távolságát. Az elgondolás jó volt, de az eredmény a mérések kezdetleges technikája miatt jelentősen eltért a helyestől.
Egyetlenegy fennmaradt műve a „A Nap és a Hold távolságáról”(Peri megethón kai aposztématón héliu kai szelénész) című. A Föld és a Hold méretének meghatározására kürénéi Eratoszthenész, illetve klazomenai Anaxagorasz már adott megoldást. Arisztarkhosz rájött, hogy trigonometriai módszerekkel meghatározható a Hold és a Nap relatív távolsága „félholdkor”, első és harmadik holdnegyed idején. Ekkor a Hold kvadratúrában van, pontosan oldalról látjuk azt a félgömböt, amit a Nap megvilágít. Ebben a helyzetben a Föld-Hold-Nap egy derékszögű háromszög csúcspontjain helyezkednek el úgy, hogy a derékszög a Holdnál van. Mérése szerint a Hold ilyenkor a Naptól 87 foknyira látszik az égen, és ebből kiszámolta, hogy a Nap mintegy hússzor van messzebb tőlünk, mint a Hold. A két égitest ilyenkor valójában 89,95 foknyira látszik egymástól, és így a Nap több mint négyszázszor messzebb van a Holdnál. 
A napfogyatkozás helyes értelmezéséből a Nap átmérőjét is megbecsülte. Napfogyatkozáskor a Hold éppen kitakarja a Napot, mert  a Nap és a Hold látszólagos átmérője azonos, a Hold átmérőjét ismerve a hasonló háromszögek tételével a Nap átmérője is kiszámítható. Bár az elgondolás ebben az esetben is helyes, a szabad szemmel végzett megfigyelés miatt Arisztarkhosz nem jól határozta meg a szöget, és így nem jó eredményt kapott. Azt ugyanakkor világosan kimutatta, hogy a Nap sokkal nagyobb a Földnél, és ez egy ma is meggyőző érvet szolgáltatott neki a heliocentrikus világkép mellett: nem logikus azt mondani, hogy a nagyobb kering a kisebb körül, logikusabb azt mondani, hogy a kisebb kering a nagyobb körül.
„De a szamoszi Arisztarkhosz egy könyvet írt, amelyben néhány olyan hipotézis található, (...) hogy az Univerzum sokszorosan nagyobb annál, mint amit ma úgy hívnak. Az ő hipotézise az, hogy a csillagok és a Nap mozdulatlan, és a Föld a Nap körül forog egy kör kerülete mentén, amely kör középpontjában van a Nap.”
Ez utóbbi nagyon fontos kijelentés, mert ezzel azt állapította meg, hogy a földpálya elenyészően kicsiny a Világmindenség méreteihez képest. Ezzel cáfolta Arisztotelész ellenérvét, amely az állócsillagok elmozdulására vonatkozott. Arisztarkhosz még több érdekes megállapítást is tett, mint például: 1. A Hold a Naptól nyeri fényét. 2. A Hold két széle egymástól 0,5°-nyira van.

## Munkásságának elismerése
Minden logikájának dacára eredményei annyira nem illeszkedtek a kor nézetrendszerébe, hogy Arisztarkhosznak nem voltak se tanítványai, se követői. Halálával a heliocentrikus világkép gyakorlatilag feledésbe merült. Legközelebb a 3-4. század fordulóján az utolsó jelentős klasszikus tudós, Alexandriai Hüpatia foglalkozott a témával Arisztarkhosz nyomán, azonban Hüpatiát a keresztények boszorkányság vádjával kivégezték, műveit pedig elégették. Valószínű ugyanakkor, hogy Kopernikusz római tanulmányai során találkozott Arisztarkhosz gondolatával, mivel Kopernikusz maga kiváló ógörög nyelvész volt, csillagászati érdeklődése pedig nyilvánvaló.
Tiszteletére becsapódási krátert neveztek el róla a Holdon, az Arisztarkhosz-krátert.

## Külső hivatkozások
- Szamoszi Arisztarkhosz
- Arisztarkhosz, Eratoszthenész és Hipparkhosz megfigyelései